# Porthidium lansbergii
Espèce
Synonymes
- Trigonocephalus lansbergi Schlegel, 1841
- Trigonocephalus lansbergii Schlegel, 1841
- Trimeresurus lansbergi (Schlegel, 1841)
- Thanatophis sutus Posada Arango, 1889
- Bothrops lansbergii (Schlegel, 1841)
- Bothrops lansbergii venezuelensis Roze, 1959
- Bothrops lansbergi hutmanni Sandner-Montilla, 1989
- Bothrops lansbergii rosei Peters, 1968

Porthidium lansbergii est une espèce de serpents de la famille des Viperidae.

## Répartition
Cette espèce se rencontre :
- au Panama ;
- dans le nord de la Colombie ;
- dans le nord du Venezuela dans les États de Bolívar et de Zulia ainsi que sur l'île Margarita ;
- en Équateur.

## Description
C'est un serpent venimeux vivipare qui atteint de 30 à 50 cm en moyenne, avec un maximum de 90 cm.

## Liste des sous-espèces
Selon The Reptile Database (27 juillet 2012) :
- Porthidium lansbergii hutmanni (Sandner-Montilla, 1989)
- Porthidium lansbergii lansbergii (Schlegel, 1841)
- Porthidium lansbergii rozei (Peters, 1968)

## Taxinomie
La sous-espèce Porthidium lansbergii arcosae a été élevée au rang d'espèce.

## Étymologie
La sous-espèce Porthidium lansbergii rozei est nommée en l'honneur de Jánis Arnold Roze. La sous-espèce Porthidium lansbergii hutmanni est nommée en l'honneur d'Adolfo Hautmann.

## Publications originales
- Peters, 1968 : A replacement name for Bothrops lansbergii venezuelensis Roze, 1959 (Viperidae, Serpentes). Proceedings of the Biological Society of Washington, vol. 81, p. 319-322 (texte intégral).
- Sandner-Montilla, 1989 : Una nueva subespecie de Bothrops lansbergi (Schlegel, 1841) de la Familia Crotalidae: Bothrops lansbergi hutmanni n. Ssp. Memorias Científicas de Ofidiología, vol. 9, p. 1-16.
- Schlegel, 1841 : Description d'une nouvelle espèce du genre Trigonocéphale (T. Lansbergii). Magasin de Zoologie: d'anatomie comparée et de palaeontologie, sér. 2, vol. 3, p. 1-3.